# Open Dynamics Engine

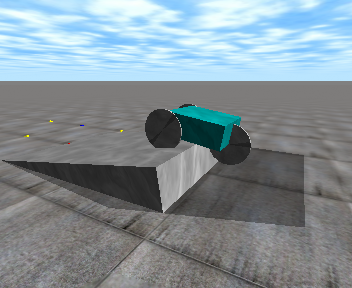
Простое транспортное средство преодолевает скат

Open Dynamics Engine (ODE) — физический движок с открытым исходным кодом, распространяемый бесплатно в виде динамически подключаемой библиотеки. Его основными компонентами являются система динамики абсолютно твёрдого тела и система обнаружения столкновений.
Например, ODE хорошо подходит для симуляции транспортных средств, существ с ногами и движущихся объектов в изменяемом окружении виртуального пространства.
ODE имеет очень высокую стабильность интегрирования, поэтому ошибки симуляции не должны выходить из под контроля. С физической точки зрения это значит, что система не должна «взрываться» без причины.
ODE придаёт больше значение скорости и стабильности, чем физической точности.
Он быстр, гибок и прост.
Движок относится к свободному программному обеспечению и распространяется по двум лицензиям: BSD license и LGPL.
Разработка ODE была начата в 2001 году. Движок успешно используется во многих приложениях и играх, например, в Toribash, BloodRayne 2, Call of Juarez, серии игр S.T.A.L.K.E.R., World of Goo.

## Возможности и особенности
- Имеет встроенную систему определения столкновений.
- Возможность использовать свою систему определения столкновений.
- Имеет C интерфейс (хотя почти вся ODE написана на C++).
- C++ интерфейс поверх C интерфейса.
- Написано множество юнит тестов, и много пишутся сейчас.
- Специфические оптимизации для различных платформ.
- Поддерживаемые базовые геометрические формы:
  - Луч (ray)
  - Плоскость (plane)
  - Параллелепипед (box)
  - Сфера (sphere)
  - Капсула (capsule, цилиндр с двумя полусферами на концах)
  - Цилиндр (cylinder, реализован в нестабильном варианте)
  - Выпуклый многогранник (convex)
  - Карта высот (heightmap)
  - Треугольная сетка (triangle mesh, динамические сетки и обнаружение столкновений для двух сеток пока реализованы не до конца)
- Поддерживаемые типы соединений (joints) твёрдых тел
  - Контактное соединение (между соприкасающимися телами)
  - Шаровое шарнирное соединение (ball joint, соединяет тела в одной точке, не ограничивая вращения)
  - Шарнир (hinge joint, соединение с одной осью вращения)
  - Двухосное соединение (hinge2 joint, соединение с двумя осями вращения, которое часто используют для реализации автомобильной подвески)
  - Кардан (universal joint)
  - Фиксирующее соединение (fixed joint)
  - Угловой мотор (angular motor, управляет относительным вращением двух тел)
  - Телескопическое соединение (piston joint)